# Eucyclosis splendida
Eucyclosis splendida är en tvåvingeart som beskrevs av Mario Bezzi 1928. Eucyclosis splendida ingår i släktet Eucyclosis och familjen lövflugor.
Artens utbredningsområde är Fiji. Inga underarter finns listade i Catalogue of Life.